# 鄭敬基
鄭敬基（英語：Joe Tay King Kei，1962年12月12日—），加拿大政治人物及網絡評論員，曾是香港男歌手及演員，現居加拿大；前香港無綫電視基本藝人合約兼邵氏兄弟藝員。1980年代二人組合「風雲樂隊」成員，後舉家移民加拿大，之後兩度回港發展。當年鄭敬基作曲及填詞，並聯同蔡濟文及鄭伊健合唱的歌曲《Home Alone》曾奪得1991年（第三屆）CASH流行曲創作大賽冠軍，是該屆雙冠軍得主之一（另一冠軍得主為雷有輝、鄧建明主唱的《Crystal》）。
2000年代移民並入籍加拿大。2024年12月24日，香港警務處國家安全處以違反《港區國安法》勾結外國或者境外勢力危害國家安全的罪名，對其懸賞港幣一百萬元正通緝。2025年3月24日，代表加拿大保守黨參選當河谷北選區並未當選。

## 生平

### 早期
鄭敬基出生於香港移民的基督教家庭，其名字「敬基」和孿生妹妹的名字「愛基」為靈糧世界佈道會創辦者趙世光牧師所起，意思是「敬愛基督」。小學時期就讀九龍塘宣道小學，中學時期就讀地利亞修女紀念學校（月華），之後赴加拿大升學，1981年起入讀多倫多大學，1985年畢業後返港。

### 演艺事业
鄭敬基就讀大學二年級期間，他與表弟到電影院觀看電影。其時留意到唐人街有關當地新秀歌唱比賽的海報，於是在表弟的鼓勵下遞交表格參加。結束通過了初選，並獲得回到香港百代唱片試音的機會。最後雖然被簽為旗下歌手兩年，但因未能順利推出唱片問題而提出解約。1986年在法安利製作公司負責人趙潤勤的撮合下，鄭敬基夥拍大學校友陳少偉組組成風雲樂隊，次年憑《Anita》一曲走紅，可是只推出一張專輯就拆夥。1987年他與黃寶欣合唱《酒杯敲鋼琴》意外爆紅，被外界認定為樂壇情侶，二人成了好知己。1989 年北京天安门学生运动中，香港众多明星登台献唱筹款，郑敬基也登台演唱 《生命线》。
及後發展至2000年代初，鄭敬基因受離婚打擊情緒低落而不再與電視台續約，並移民加拿大淡出娛樂圈。赴加厚曾於當地中文電台多倫多第一台任職DJ，後於2008年加盟多倫多華語電台主持節目，再於2009年加入當地新成立的高清中文電視台WOWtv出任節目總監及主持，間接捧紅了網絡紅人Ming仔。2010年離開WOWtv後，同年自行創辦網台inix.tv當老闆，但後來淡出，只擔任網台顧問，又曾任華獅電影發行公司多倫多分公司總經理，負責全加拿大的華語電影發行。及後於2013年受好友錢嘉樂打動回流香港發展。在2013年7月，他加入了香港D100電台，其後重返無綫電視。
2017年1月，鄭敬基開了新公司，與錢小豪親自策劃，親身監制《生化藥師》電影。然而在2019年9月，他不獲無綫電視續約，被指與他曾參與「光復元朗」遊行有關。同年10月首次出席香港電視娛樂節目。ViuTV曾邀請他當音樂節目主持。2020年6月25日，鄭敬基在其Facebook專頁上載一張TVB員工證被剪碎的照片，指會「站在香港人的一邊，一同齊上齊落爭取自己想要的天空」，又指「舊夢不須記」，道別無綫電視。未幾於同年7月22日，透過商台節目《1圈圈》透露自己已經舉家返回加拿大生活，並會在海外繼續推動香港民主。

### 政治活动
2021年，在加拿大開設網絡媒體《香港台 HongKonger Station》。2024年1月22日，他在自家媒體宣佈參選下屆加拿大國會萬錦－於人村選區，並參與加拿大保守黨初選競逐。
2024年12月，香港警務處國家安全處公佈以港幣百萬懸紅通緝包括鄭敬基在內的6名海外港人，被指涉及煽動分裂國家罪及勾結外國或者境外勢力危害國家安全罪。國安處指，鄭敬基於社交媒體平台操作一個名為「HongKonger Station香港台」的頻道發布多段煽動分裂國家的影片，並多次透過不同的平台和形式，請求外國對中央和特區官員進行「制裁」及對中華人民共和國及香港特別行政區採取其他敵對行動。
法廣新聞指出，港府在平安夜公布的新懸紅通緝名單中，社會學者鍾劍華和原藝人鄭敬基上榜最令人大惑不解，主要是二人都只是發表評論，不涉及中國口中的「反華組織」，熟悉中華人民共和國及香港特別行政區事務的評論員程翔表示，難以理解港府的通緝標準，亦不知當局是否欲藉此把爭取參選加國議會的鄭敬基踢出局，但實際效果必然是會損害鄭的人力和物力支持。港人在加組織「港加聯」的聲明則對鄭被通緝表示「尤為憤慨」，認為是公然干預加國的民主選舉。 对此，加拿大，美国，英国等联邦政府及众多联邦议员都立刻做出反应，坚决反对跨国镇压。加拿大外交部長趙美蘭警告：「不會容忍香港當局在外地進行跨國鎮壓，包括對加拿大人或在加拿大境內的人進行威脅、恐嚇或脅迫。」
2025年1月，计划在2025年加拿大聯邦大選萬錦－於人村選區競選連任的自由黨國會議員蔣振宇在競選時表示可將鄭敬基送交中國領事館，即能領到港警國安處的100萬港元賞金，引發朝野各界譴責後於3月28日正式道歉；案經香港監察等40餘人權團體向皇家騎警舉報後，依《外國干涉和資訊安全法》等啟動刑事調查，3月31日被國民郵報揭露後，蔣連夜向新總理暨黨魁馬克·卡尼請辭退選獲准。
2025年3月24日，鄭敬基以保守党身份參選2025年加拿大聯邦大選當河谷北選區，但落败于自由党候选人池月。
2025年5月8日晨7時許，鄭敬基表弟及表弟婦於火炭住所被國安處人員帶返警署調查鄭勾結外部勢力危害國家安全等案。5月29日，其表妹及表妹夫亦被國安處人員帶到青衣警署調查。

## 家庭生活
1986年鄭敬基開始與圈外人Winsome拍拖，1990年在泰國註冊結婚，育有一子一女。1995年舉家移民加拿大多倫多。但進入娛樂圈後多次傳出婚外情的消息，最終引致他於1998年準備回港拍攝《烈火雄心》時跟Winsome離婚。鄭敬基後來接受宗教節目訪談時表示當年離婚是的基於前妻的意願。縱然他在《烈火雄心》的角色大獲好評，但離婚後的鄭敬基反而變得悶悶不樂，最後拍畢劇集毅然回到加拿大。回到加拿大後，鄭敬基得到妻兒原諒，就算後來前妻再婚，鄭敬基仍能跟前妻和兒女會面。
2015年，鄭敬基於教會分享時認識年轻19岁的現任妻子麥曉安，不久二人開始约会，翌年結婚。2017年8月與麥曉安飛往多倫多出席兒子的婚宴。

## 演出作品
*以下列表只記錄鄭敬基演出過的影視作品，若有遺漏，請協助補充相關資料。

### 電視劇（無綫電視）
| 首播   | 名稱           | 角色               | 備註           |
| 1989年 | 我愛俏冤家     | 彭偉杰             |                |
| 1990年 | 回到未嫁時     | 朱榮               |                |
| 1990年 | 走路新郎哥     | 霍波               |                |
| 1991年 | 卡拉屋企       | 黃發               |                |
| 1993年 | 少年五虎       | 葉小強             |                |
| 1993年 | 精靈酒店       | 陳小明             |                |
| 1995年 | 大捕快         | 洪天賜             | 1994年海外發行 |
| 1998年 | 烈火雄心       | 司徒拔（阿拔）     |                |
| 1999年 | 千里姻緣兜錯圈 | 林祖光             |                |
| 1999年 | 反黑先鋒       | 葉詠強             |                |
| 2002年 | 情事緝私檔案   | 梁天朗             |                |
| 2002年 | 我要Fit一Fit   | 梁添基             |                |
| 2003年 | 九五至尊       | 高勁               |                |
| 2014年 | 新抱喜相逢     | 王日昌             | 客串           |
| 2014年 | 女人俱樂部     | 潘俊傑（Robert）   |                |
| 2014年 | 忠奸人         | 梁正華             |                |
| 2015年 | 收規華         | 莊文韜             |                |
| 2015年 | 張保仔         | 傅碼               |                |
| 2016年 | 一屋老友記     | 甘查理             |                |
| 2016年 | 流氓皇帝       | 牛力               |                |
| 2017年 | 老表，畢業喇！ | 李校長             |                |
| 2018年 | 棟仁的時光     | 周德琛（光酥伯伯） |                |
| 2019年 | 福爾摩師奶     | 熊財（陰司財）     |                |
| 2019年 | 牛下女高音     | 游志雄             |                |

### 其他電視演出
香港電台
- 1999年：《完全學生手冊》 飾 李SIR（單元：咪將我睇死）
- 2013年：《申訴》 飾 上司（單元：尋妻）
- 2014年：《燃眉時刻》 飾 阿威（單元：遺棄）
- 2014年：《社企有道II》 飾 Joe（單元：音樂二重夢）
- 2016年：《有倉出租》 飾 吳基
- 2016年：《獅子山下2016》 飾 阿成（單元：夜的）
- 2020年：《沒有牆的世界VII》 飾 阿威（單元：閃亮舞台）
- 2020年：《獅子山下2020》 飾 阿鴻（單元：日照太短）
- 2021年：《格外樓神》 飾 鍾日發（單元：安樂窩、樓上樓下）

其他
- 2004年：《百分百感覺2 冬日戀曲》 飾 謝希仁（香港澤東電影出品之電視劇）
- 2017年：《RegettaCanoe》大阪手製舒適鞋、香港區廣告[38]
- 2019年：Bupa特約：《熱火雄心》（100毛）

### 電影
- 1988年：肥貓流浪記 飾 阿祖
- 1990年：新半斤八兩 飾 阿生
- 1991年：曝光人物
- 1992年：我愛扭紋柴
- 1993年：白髮魔女傳 飾 虞新城
- 1994年：亂世超人
- 1994年：三個相愛的少年 飾 Toby
- 1994年：非洲超人
- 1999年：真心話 飾 阿心同事
- 2001年：當生命遇上生命 飾 Dee
- 2004年：癲鳳傻龍
- 2013年：飛虎出征 飾 珠寶店職員
- 2015年：沒女神探 飾 麻甩榮
- 2016年：S風暴 飾 Daniel
- 2016年：江湖悲劇 飾 相士大隻基

### 節目主持

#### 無綫電視
- 1989年：歡樂今宵
- 1993年：K-100
- 1993年：樂壇笑爆鏡
- 1993年：翡翠音樂幹線
- 1994年：真過癮時代
- 1994年：康泰最緊要好玩 墨西哥
- 1994年：好玩11點
- 2001年：勁歌金曲
- 2014年：學是學非（第二輯）（嘉賓主持）
- 2017年：囍趣台（放在 big big channel內播放）[註 3]

#### WOWtv
- 2009年至2010年：晨早360
- 2009年：歡樂金宵

#### 電台節目
- 2005年至2007年：勁歌金Code（多倫多第一台）
- 2008年至2009年：開心喜趣來：多倫多華語電台）
- 2013年：開心快活人（D100大聲台）
- 2013年：歡樂今朝（D100自己友台）
- 2013年：犀非利（D100香港台）
- 2013年至2014年：UP得就UP（D100香港台）

### 音樂錄像
- 2018年：鄧健泓《那年。某日》

## 音樂作品

### 唱片
| # | 專輯名稱     | 專輯類型  | 發行公司   | 發行日期   | 曲目 |
| - | ------------ | --------- | ---------- | ---------- | --- |
| 1 | 偶像占士甸   | 大碟      | 銀星唱片   | 1987年7月  | 曲目 1. 偶像占士甸 2. 局外人 3. 𠵩濟的夏日 4. Come To Me 5. 思念 6. 情不自禁 7. 魔力舞會 8. 三角錯 9. 最後結局 10. 純真 |
| 2 | 夜顏         | 大碟      | 銀星唱片   | 1988年7月  | 曲目 1. 熱情終站 2. 愛的輕紗（鄭敬基/黃寶欣） 3. 陌生人 4. 旭日背後 5. 灰色的呼號 6. 酒杯敲鋼琴（鄭敬基/黃寶欣） 7. 夜顏 8. 走開 9. 晚霞 10. 最後勝利 11. 夢裡Superstar 12. 愛的輕紗                                                                                |
| 3 | 為誰痴心     | 大碟      | 銀星唱片   | 1989年7月  | 曲目 1. 為誰痴心為誰狂 2. 紅酒裡 3. 深紫 4. 教我怎可得到你的心（Heavy Mix） 5. 冰之界 6. 沒有愛情的日子 7. 藍色日記 8. 火燙濃情 9. 伴你同行 10. 教我怎可得到你的心 11. 未可以遺忘                                                                                   |
| 4 | Joe 8990     | 新曲+精選 | 銀星唱片   | 1990年2月  | 曲目 1. Fool For You Love 2. Anita 3. 仍想念你 4. 情不自禁 5. 夜顏 6. 旭日背後 7. 求你別茫然 8. You Break My Heart 9. 為誰痴心為誰狂 10. 走開 11. 紅酒裡 12. 酒杯敲鋼琴（鄭敬基/黃寶欣）                                                                            |
| 5 | 香港最後探戈 | 大碟      | 現代唱片   | 1991年8月  | 曲目 1. 香港最後探戈 2. 問你會否跟我走（鄭敬基/呂珊） 3. 一言難盡 4. 終於又走近你面前 5. 借來的美夢 6. 二百噸炸藥 7. Cindy 8. 問我且是誰 9. 醜 10. 伴我飛翔 |
| 6 | 你記起誰     | 大碟      | 現代唱片   | 1992年5月  | 曲目 1. Power 2. 愛你…從未更改 3. 你記起誰 4. 石牆記 5. 一生也未了 6. Home Alone（鄭敬基/蔡濟文/鄭伊健） 7. 攝氏800度 8. 快車 9. 38件破爛放蕩闊大褸 10. 拋不開的某段故事 11. 奔向明天 12. 愛你…從未更改（伴唱音樂） 13. 你記起誰（伴唱音樂） 14. 石牆記（伴唱音樂） |
| 7 | I Am Joe     | 大碟      | 中國星唱片 | 2002年11月 | 曲目 1. Who's Joe 2. 和平分手 3. I Am Joe 4. 酒杯Rock鋼琴 5. 分手變氣球 6. 沒有預約 7. 親愛的快回家 8. 120km（讓我快樂） 9. I Love You. You 甩 Me 10. Hey Don't Go Away（Basement Mix） 11. 兩肋插刀 12. 分手變氣球（心靈醫冶純音樂版）                             |

### 單曲
- 2014年：《酒杯再敲琴》
- 2015年：《風繼續追》
- 2016年：《Anita》
- 2017年：《說不盡情話》

### 為他人創作的歌曲作品
- 1991年：花生女郎 - 夢中情人（作曲）
- 1991年：花生女郎 - DJ Boy（作曲，與梁均健共同填詞）
- 1991年：花生女郎 - 晴天、雨天（作曲）
- 1991年至1992年：吳鎮宇、李婉華、歐陽震華、翁慧德、梁榮忠、黎海珊、秦煌、楚原、盧宛茵、鄭敬基、羅國維、黃一飛、談泉慶、余慕蓮、翁杏蘭 - 香港新姿態（作曲；無綫電視處境喜劇《卡拉屋企》主題曲）
- 1995年：High Way - 星星的背後（聖詩；與吉中鳴共同作曲，與鄭楚萍共同填詞）

## 派台歌曲成績
| 派台歌曲成績                 | 派台歌曲成績       | 派台歌曲成績 | 派台歌曲成績 | 派台歌曲成績 | 派台歌曲成績 | 派台歌曲成績                                                         |
| ---------------------------- | ------------------ | ------------ | ------------ | ------------ | ------------ | -------------------------------------------------------------------- |
| 唱片                         | 歌曲               | 903          | RTHK         | 997          | TVB          | 備註                                                                 |
| 1987年                       |                    |              |              |              |              |                                                                      |
| 偶像占士甸                   | 𠵩濟的夏日         |              | /            |              | /            |                                                                      |
| 偶像占士甸                   | 偶像占士甸         |              | 5            |              | /            |                                                                      |
| 偶像占士甸                   | 情不自禁           |              | /            |              | /            |                                                                      |
| 濃情                         | 酒杯敲鋼琴         |              | 3            |              | 4            | 與黃寶欣合唱 OT：Monte Kristo（页面存档备份，存于） ~ Lady Valentine |
| 1988年                       |                    |              |              |              |              |                                                                      |
| 夜顏                         | 走開               | 6            | 5            |              | 9            |                                                                      |
| 夜顏                         | 夢裡Superstar      | -            | /            |              | 10           |                                                                      |
| 1989年                       |                    |              |              |              |              |                                                                      |
| 為誰痴心                     | 紅酒裡             | 8            | 8            |              | 5            |                                                                      |
| 為誰痴心                     | 為誰痴心為誰狂     | 18           | 7            |              | 6            |                                                                      |
| Joe 8990                     | 仍想念妳           | 27           | /            |              | /            |                                                                      |
| 1990年                       |                    |              |              |              |              |                                                                      |
| Joe 8990                     | You Break My Heart | 14           | /            |              | /            |                                                                      |
| Joe 8990                     | Fool For Your Love | -            | -            |              | /            |                                                                      |
| 香港最後探戈                 | 終於又走近你面前   | 27           | /            |              | /            |                                                                      |
| 1991年                       |                    |              |              |              |              |                                                                      |
| 香港最後探戈                 | Cindy              | 22           | /            |              | /            |                                                                      |
| 香港最後探戈                 | 問你會否跟我走     | 18           | /            |              | -            | 與呂珊合唱                                                           |
| 現代戀曲Especially For You 2 | Home Alone         | 9            | 9            |              | -            | 無綫電視劇《屬雞的男人》主題曲 與鄭伊健、蔡濟文合唱                  |
| 1992年                       |                    |              |              |              |              |                                                                      |
| 你記起誰                     | 愛你…從未更改      | 30           | /            |              | /            |                                                                      |
| 你記起誰                     | 你記起誰           | 24           | /            |              | /            |                                                                      |
| 你記起誰                     | 石牆記             | -            | /            |              | -            |                                                                      |
| 2014年                       |                    |              |              |              |              |                                                                      |
|                              | 酒杯再敲琴         | -            | -            | -            | 8            | 與黃宇希、震東合唱                                                   |
| 2015年                       |                    |              |              |              |              |                                                                      |
|                              | 風繼續追           | -            | -            | 4            | -            | 與李逸朗合唱                                                         |
| 2016年                       |                    |              |              |              |              |                                                                      |
|                              | Anita              | -            | -            | -            | -            | Featuring 郭子健 翻唱1987年作品                                      |
| 2017年                       |                    |              |              |              |              |                                                                      |
|                              | 說不盡情話         | -            | -            | -            | -            |                                                                      |
| 2019年                       |                    |              |              |              |              |                                                                      |
|                              | 盧師動眾           | -            | -            | -            | -            | 與盧宛茵、蔣嘉瑩、蘇慧恩、施匡翹、謝志豪合唱                         |

| 各台冠軍歌總數 | 各台冠軍歌總數 | 各台冠軍歌總數 | 各台冠軍歌總數 | 各台冠軍歌總數    |
| -------------- | -------------- | -------------- | -------------- | ----------------- |
| 903            | RTHK           | 997            | TVB            | 備註              |
| 0              | 0              | 0              | 0              | 四台冠軍歌總數：0 |

(*)表示仍在榜上

## 外部連結
- 鄭敬基的Facebook專頁
- 鄭敬基的新浪微博
- 鄭敬基在香港影庫上的簡介
- 鄭敬基的Instagram帳戶
- 风云乐队
- CASH 流行曲創作大賽歷屆得獎作品（1989 - 2004）（页面存档备份，存于）
- 多倫多華語電台
- 鄭敬基@alivenotdead.com（页面存档备份，存于）
- 框格之星 - 鄭敬基（页面存档备份，存于）
- HongKonger Station 香港台 LIVE Youtube專頁（页面存档备份，存于）